# Kościół Najświętszej Maryi Panny Matki Kościoła w Kielcach
Kościół NMP Matki Kościoła w Kielcach – świątynia katolicka w północno-wschodniej części Kielc, wzniesiona w latach 1983–1992, z inicjatywy i pod kierownictwem ówczesnego proboszcza ks. Stefana Borowca, przy ofiarności parafian oraz mieszkańców Francji, Alzacji, Lotaryngii, a w  szczególności wspólnoty „Blandy” spod Paryża.

## Historia
W II poł. XIX wieku mieszkańcom Dąbrowy do celów religijnych służyła mała drewniana kapliczka pw. Matki Boskiej Pocieszenia, którą w 1866 roku poświęcił bp Maciej Majerczak. Od 1971 roku istniał samodzielny rektorat, gdzie duszpasterzował ks. Wiktor Zapart. Dzień przed wigilią, 23 grudnia 1981 roku została erygowana parafia, a od 1983 roku rozpoczęto budowę nowego kościoła. Świątynię zaprojektował inż. arch. Zygmunt Kumor, a głównym konstruktorem był inż. Zygmunt Słoń. 2 października 1988 r. została odprawiona pierwsza msza święta w murach nowego kościoła. Świątynia została poświęcona 20 września 1992 roku przez bpa Stanisława Szymeckiego.
W kościele odbywały się liczne koncerty Filharmonii Świętokrzyskiej, która wykonała tutaj m.in. „Pasję według św. Mateusza” i „Requiem”.
28 czerwca 2001 r. została erygowana nowa parafia pw. św. Antoniego Padewskiego, która objęła swym zwierzchnictwem między innymi osiedle Dąbrowa, wcześniej należące do parafii NMP Matki Kościoła.
Obecnym proboszczem parafii jest ks. Szymon Górski, KHK, dr teol., ur. 1979 (Daleszyce), wyśw. 2004, mian. 2022.
W zbiorach parafii zachował się oryginalny zapis mówiący o tym, że od 1 września 1872 r. w drewnianej kaplicy były odprawiane msze święte we wspomnienie św. Mikołaja, św. Izydora oraz z innych okazji kilka razy w miesiącu.

## Architektura i wnętrze
Elewacja kościoła wykonana została z cegły ceramicznej z elementami piaskowca. Dach świątyni pokryty jest blachą miedzianą. Powierzchnia całego kościoła wynosi ok. 600 m kw. Kościół posiada nawę główną i dwie niewielkie nawy boczne oraz strzelistą dzwonnicę. Pod świątynią znajdują się piwnice.
Wnętrze kościoła zaprojektował inż. arch. Stefan Bogusławski. W ołtarzu głównym widnieje ogromna figura Chrystusa na krzyżu, wykonana przez Andrzeja Zawłockiego wraz z dwiema figurami przedstawiającymi Jana Apostoła oraz Maryję, których autorem jest Stanisław Trybał. Wystrój ołtarza dominuje w czerwony granit i elementy ceglane, a posadzka wykonana została z białej "marianny". Okna zdobione są nowoczesnymi, prostymi witrażami. Ściany są koloru białego, a strzelisty sufit został wykonany z drewna, podobnie jak kościelne organy. W lewej nawie bocznej umieszczono obraz Matki Boskiej Pocieszenia, który został przeniesiony z drewnianej kaplicy. Natomiast w prawej nawie znajduje się marmurowa chrzcielnica oraz kopia ikony bizantyjskiej "Chrzest Pana Jezusa", stworzona przez Michała Płoskiego.